# Explosão de gás em Rosário em 2013
Uma explosão de gás [en] causada por um grande vazamento de gás ocorreu em uma área residencial de Rosário, a terceira maior cidade da Argentina, em 6 de agosto de 2013. Um prédio vizinho desabou e outros estavam em alto risco de falha estrutural. Vinte e duas pessoas morreram e sessenta ficaram feridas. Várias organizações ajudaram a proteger a área, procurar sobreviventes e ajudar as pessoas que perderam suas casas. Logo após a explosão, o tempo necessário para a reconstrução foi estimado em seis meses.
O judiciário da província iniciou uma investigação sobre a causa da explosão. Os principais suspeitos foram a Litoral Gas [es] (fornecedora de gás natural de Rosário) e um funcionário que fazia manutenção no prédio naquele dia. Várias figuras públicas enviaram condolências e a maioria dos candidatos às eleições primárias de 2013 suspendeu suas campanhas políticas.

## Explosão

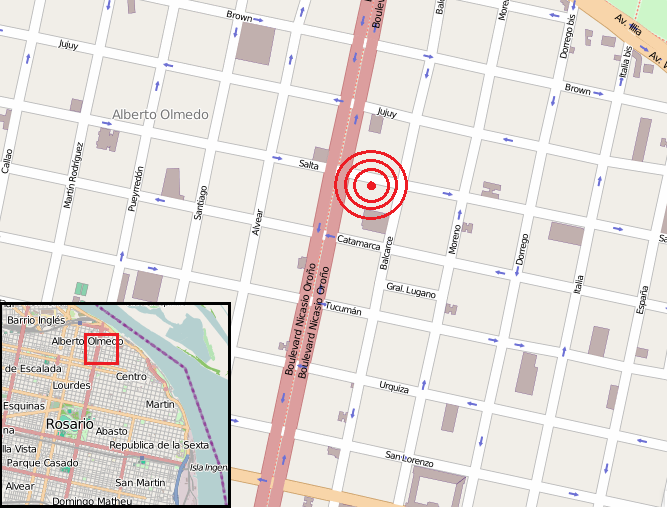
Mapa do local

A explosão de gás [en] ocorreu às 9h30, perto do cruzamento das ruas Oroño e Salta, no centro de Rosário. Os relatórios iniciais confirmaram oito pessoas mortas, sessenta feridas e quinze desaparecidas; mais oito mortes foram confirmadas posteriormente. As buscas no dia seguinte revelaram doze mortes, dez das quais foram identificadas. Das pessoas desaparecidas, algumas foram encontradas mortas entre os escombros, enquanto outras foram resgatadas. A busca por sobreviventes terminou em 13 de agosto, com vinte e duas pessoas confirmadas como mortas. Uma mulher de 65 anos que havia sido ferida morreu em 8 de outubro.
A explosão foi causada por um vazamento de gás em um prédio de 30 anos, danificando gravemente um prédio vizinho de nove andares e causando seu desabamento. Mónica Fein, prefeita de Rosario, pediu aos moradores que evitassem a área devido ao risco de mais prédios desabarem e para facilitar o trabalho do pessoal de gerenciamento de desastres. As ruas estavam cobertas de vidros quebrados dos edifícios danificados. O gás e a eletricidade foram imediatamente desligados, e o governo nacional enviou uma força-tarefa da Polícia Federal Argentina para o local.
O fornecedor de gás natural, Litoral Gas, começou imediatamente a vedar a tubulação de distribuição para a área. O Centro de Especialidades Médicas Ambulatoriais (em castelhano:  Centro de Especialidades Médicas Ambulatorias de Rosario) gerenciou as informações sobre os mortos e feridos, e foram preparadas tendas para os desabrigados. Os bombeiros e outros trabalhadores encontraram pessoas presas nos andares superiores dos edifícios e as evacuaram pelos telhados adjacentes. Embora o edifício não tenha sido destruído pela explosão, permaneceu um alto risco de falha estrutural.

## Investigação
Os vizinhos relataram à imprensa que sentiram o cheiro de um vazamento de gás várias horas antes da explosão e ligaram para a Litoral Gas. O diretor da empresa, José María González, disse que a empresa não havia recebido nenhuma ligação desse tipo e pensou que as pessoas que ligaram poderiam ter discado o número de emergência 911. O promotor Camporini relatou no julgamento que o edifício havia sofrido vários vazamentos de gás antes da explosão.
O judiciário da província iniciou uma investigação sobre as circunstâncias que envolveram a explosão. A promotoria realizou uma busca e apreensão nos escritórios da Litoral Gas para confirmar a ausência de reclamações de clientes sobre o vazamento de gás. O juiz Juan Carlos Curto ordenou a prisão de Carlos Osvaldo García, funcionário do departamento responsável pelo serviço de gás na área. Ele foi capturado durante a noite, e seu assistente Pablo Miño se entregou à polícia no dia seguinte. De acordo com testemunhas, um funcionário fugiu em uma van antes da explosão, quando percebeu a gravidade do vazamento de gás, enquanto outro permaneceu para tentar evacuar as pessoas da área em perigo. A van pertencia a García, que teve uma reação aguda ao estresse durante o julgamento. Curto verificou os restos da oficina do funcionário do gás para confirmar o testemunho de García.
A promotora Graciela Argüelles disse que, de acordo com a investigação, a Litoral Gas ignorou os pedidos de ajuda de García, que não foi devidamente treinado para gerenciar tal situação. O juiz sugeriu que os documentos apreendidos da Litoral Gas poderiam comprovar a existência de relatos de clientes sobre um vazamento de gás. Curto considerou que os funcionários poderiam não ser os únicos responsáveis e que a responsabilidade da Litoral Gas também deveria ser investigada.
Pablo Miño foi libertado da prisão, mas Curto se recusou a libertar García, dizendo que Miño tinha circunstâncias atenuantes que García não tinha. O trabalho de Miño era dar a García as ferramentas necessárias, não fazer a manutenção. Ele estava na rua, vigiando a van, que não estava devidamente estacionada e trancada, e não viu o trabalho de García antes da explosão. Curto não chegou a declarar Miño inocente nesse estágio inicial.
Como o caso se expandiu além de sua jurisdição, Curto se recusou a participar do julgamento e foi substituído por Javier Beltramone, que libertou García da prisão. A Litoral Gas exigiu a recusa de Beltramone por ter expressado uma opinião sobre o caso para a imprensa. O tribunal de apelação concordou em uma votação de 2 a 1 para remover Beltramone, e o caso foi transferido para Patricia Bilotta. García havia alegado que estava seguindo instruções recebidas nos dias anteriores à explosão, de modo que Bilotta convocou os funcionários técnicos da Litoral Gas para esclarecer esse ponto. A Litoral Gas disse que García não havia recebido nenhuma instrução antes da explosão.
A Litoral Gas propôs um acordo extrajudicial aos parentes das vítimas, oferecendo cerca de US$ 1.200,00 por metro quadrado de edifício desmoronado, além de indenização pela perda de vidas. O Vice-Governador Jorge Henn Jorge Henn [es] rejeitou a proposta por considerá-la imoral, e a maioria das famílias também rejeitou a proposta inicialmente. Em maio de 2014, no entanto, quase metade das famílias havia aceitado o acordo.

## Reação

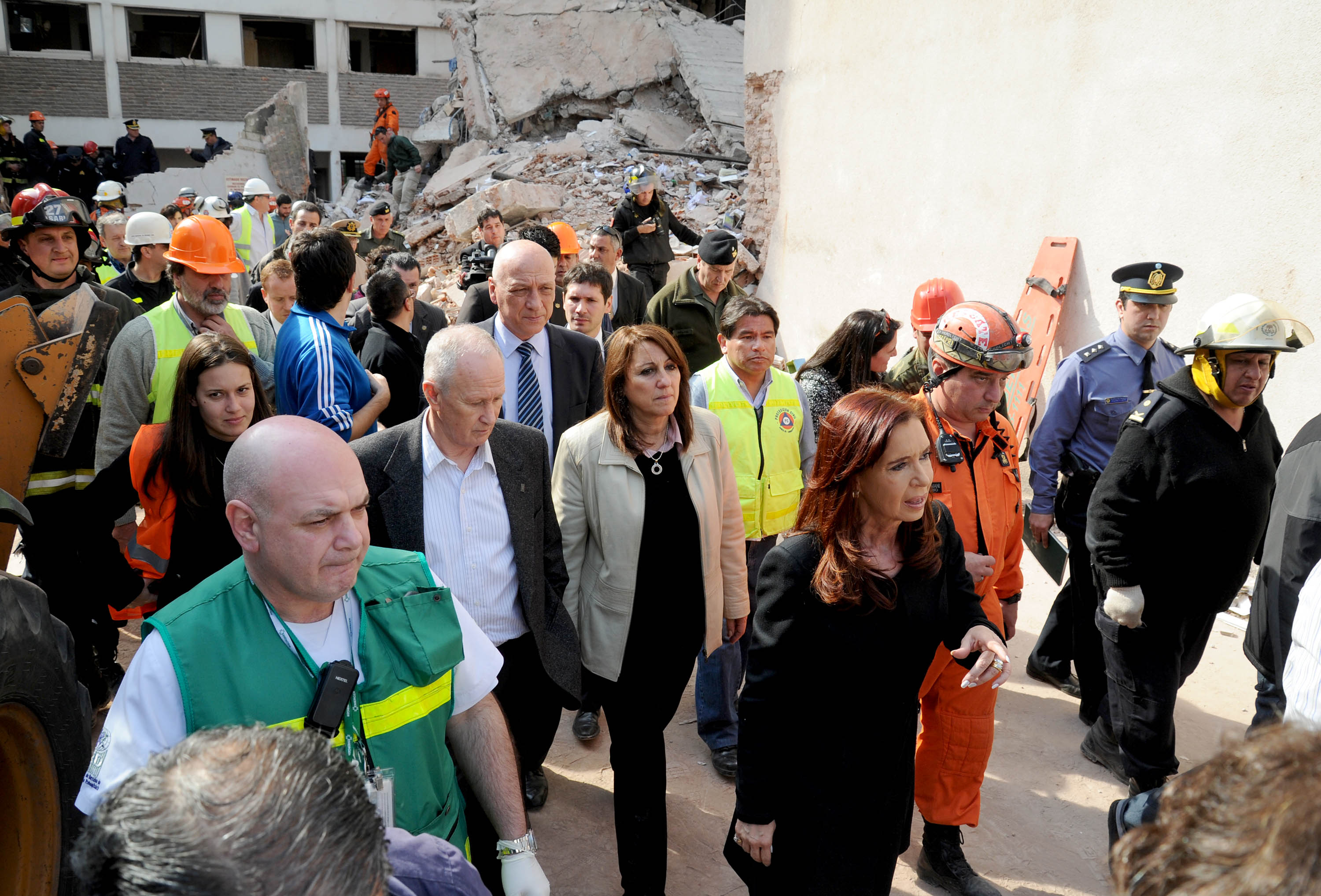
A presidente Cristina Kirchner e a prefeita Mónica Fein no local da explosão

A explosão ocorreu pouco antes das eleições legislativas primárias argentinas de 2013 [es], em 11 de agosto. O governador da província de Santa Fé, Antonio Bonfatti, pediu aos partidos políticos que encerrassem suas campanhas para permitir o luto pelas vítimas da explosão. Os candidatos da Frente para a Vitória e da Frente Progressista, Cívica e Social [es] suspenderam suas campanhas, e o governo nacional declarou dois dias de luto. O período de luto foi observado por todos os candidatos em Buenos Aires e na maioria das outras províncias, que encerraram suas campanhas políticas.
A Presidente Cristina Fernández de Kirchner, que havia retornado recentemente de uma visita diplomática às Nações Unidas, visitou o local da explosão em 7 de agosto. Ela foi repreendida pelos moradores locais; alguns ficaram irritados porque sua visita surpresa interrompeu o trabalho no local e outros acharam que sua presença tinha motivação política. A presidente ficou por pouco tempo, visitou o CEMAR e se encontrou com Bonfatti. A comitiva de Kirchner foi cercada por membros de La Cámpora, que tentaram impedir manifestações contra ela e manter jornalistas e moradores afastados.
Semanas antes da explosão, vários sites de redes sociais haviam programado um cacerolazo (uma manifestação de protesto com bater panelas) em todo o país, conhecido como 8A, contra Kirchner para 8 de agosto. Os sites já haviam realizado cacerolazos bem-sucedidos (8N e 18A). Apesar do luto nacional, o protesto 8A foi realizado conforme planejado, com o slogan adicional "Chega de mortes sem sentido". O candidato Ricardo Gil Lavedra achava que o cacerolazo deveria ter sido cancelado, já que a campanha estava em andamento, mas o candidato Rodolfo Terragno o apoiou. O evento foi acompanhado por menos pessoas do que os anteriores em Buenos Aires e no resto do país. A manifestação em Rosário não foi um cacerolazo, mas uma vigília silenciosa à luz de velas que contou com a presença de quase cem pessoas. Houve uma segunda manifestação em Rosário em 22 de agosto, indo do Memorial da Bandeira Nacional até a sede da Litoral Gas.
O Papa Francisco enviou uma carta de condolências ao Arcebispo de Rosário, Dom José Luís Mollaghan, e ela foi lida durante uma missa e procissão para São Caetano na Plaza 25 de Mayo. O Newell's Old Boys e o Rosario Central, dois times de futebol locais e rivais no clássico de Rosário, organizaram um jogo beneficente para as vítimas no Estádio Gabino Sosa [es], e Lionel Messi, nascido em Rosário, prestou apoio por meio da instituição de caridade "Leo Messi". A partida beneficente arrecadou 120.000 pesos. Os músicos  Fito Páez, Vicentico, Babasónicos, Las Pelotas, Chaqueño Palavecino [es], Ciro Pertusi, Lisandro Aristimuño [es], Pablo Dacal e Coki Debernardi fizeram shows em várias cidades argentinas para arrecadar dinheiro para as vítimas.

## Reconstrução
Bonfatti anunciou que a província de Santa Fé forneceria ajuda financeira às vítimas da explosão. Como a maioria das casas nas proximidades foi danificada, as famílias afetadas receberiam um subsídio de US$ 20.000 para alugar casas durante a reconstrução. Elas receberiam US$ 50.000 em crédito para comprar móveis e eletrodomésticos, pagáveis em 60 meses com juros de 5%. As empresas imobiliárias de Rosário prepararam uma lista de casas para alugar sem cobrar das vítimas a taxa normal. Alguns dos edifícios afetados poderiam ter seguros baratos que não cobririam o risco de uma explosão. Alguns carros presos em um estacionamento subterrâneo não puderam ser recuperados.
Quando a busca por sobreviventes terminou, as autoridades fecharam a rua Salta. Os engenheiros começaram a verificar os prédios no marco zero, tentando restaurar o layout original da rua e demolindo estruturas instáveis. O Secretário de Obras Públicas, Omar Saab, disse que os dois prédios restantes não tinham mais conserto e precisavam ser demolidos. Em sinal de respeito, a demolição não seria realizada com explosivos. O Secretário de Habitação Gustavo Leone estimou que o trabalho levaria quase seis meses. As pessoas foram autorizadas a entrar em suas casas destruídas em pequenos grupos de cada vez, a partir de 9 de agosto. As ruas próximas começaram a ser reabertas em 13 de agosto.
O sindicato CGT assinou um acordo com a associação de fábricas de Rosário e o governo de Rosário para garantir que todas as vítimas das explosões mantivessem seus empregos.